# Nabil Ghilas
Nabil Ghilas (arab. نبيل غيلاس, Nabīl Ghīlās; ur. 20 kwietnia 1990 w Marsylii) – algierski piłkarz grający na pozycji napastnika w Göztepe SK. Jego brat, Kamel, również jest piłkarzem.
W marcu 2013 roku po raz pierwszy został powołany do reprezentacji Algierii.